# Campeonato Sudamericano 1927
El Campeonato Sudamericano de Selecciones 1927 fue la 11.ª edición del Campeonato Sudamericano de Selecciones, competición que posteriormente sería denominada como Copa América y que es el principal torneo internacional de fútbol por selecciones nacionales en América del Sur. Se desarrolló en Lima, Perú, entre el 30 de octubre y el 27 de noviembre.
Para esta edición, participa por primera vez Perú siendo el organizador del torneo. No obstante solo participan cuatro equipos. Los equipos que no participaron fueron: Brasil, Chile y Paraguay por razones deportivas y económicas.
La fecha de inauguración fue el 30 de octubre de 1927 en el Estadio Nacional de Lima. Para hacerlo más interesante, las federaciones decidieron que quien terminara primero y segundo representarían a Sudamérica en los Juegos Olímpicos de Ámsterdam de 1928.

## Organización

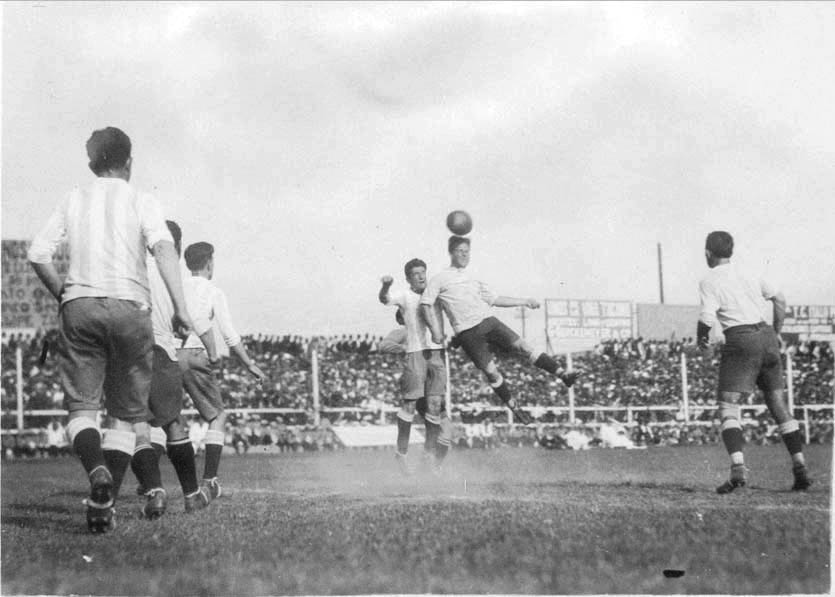
Argentina y en un partido del Campeonato Sudamericano 1927 que concluiría 3 a 2 para los argentinos.

### Sede
| Lima              |
| ----------------- |
| Estadio Nacional  |
| Capacidad: 40 000 |
|                   |

### Árbitros
La lista de árbitros es la siguiente:
- Benjamín Fuentes
- Consolato Nay Foino
- David Thurner
- Alberto Parodi
- Victorino Gariboni

## Equipos participantes
Participaron cuatro de las ocho asociaciones afiliadas a la Confederación Sudamericana de Fútbol en esa época.
| Equipos participantes | Equipos participantes | Equipos participantes | Equipos participantes |
| --------------------- | --------------------- | --------------------- | --------------------- |
| Argentina             | Bolivia               | Perú                  | Uruguay               |

- En cursiva las selecciones que participan por primera vez.

## Resultados

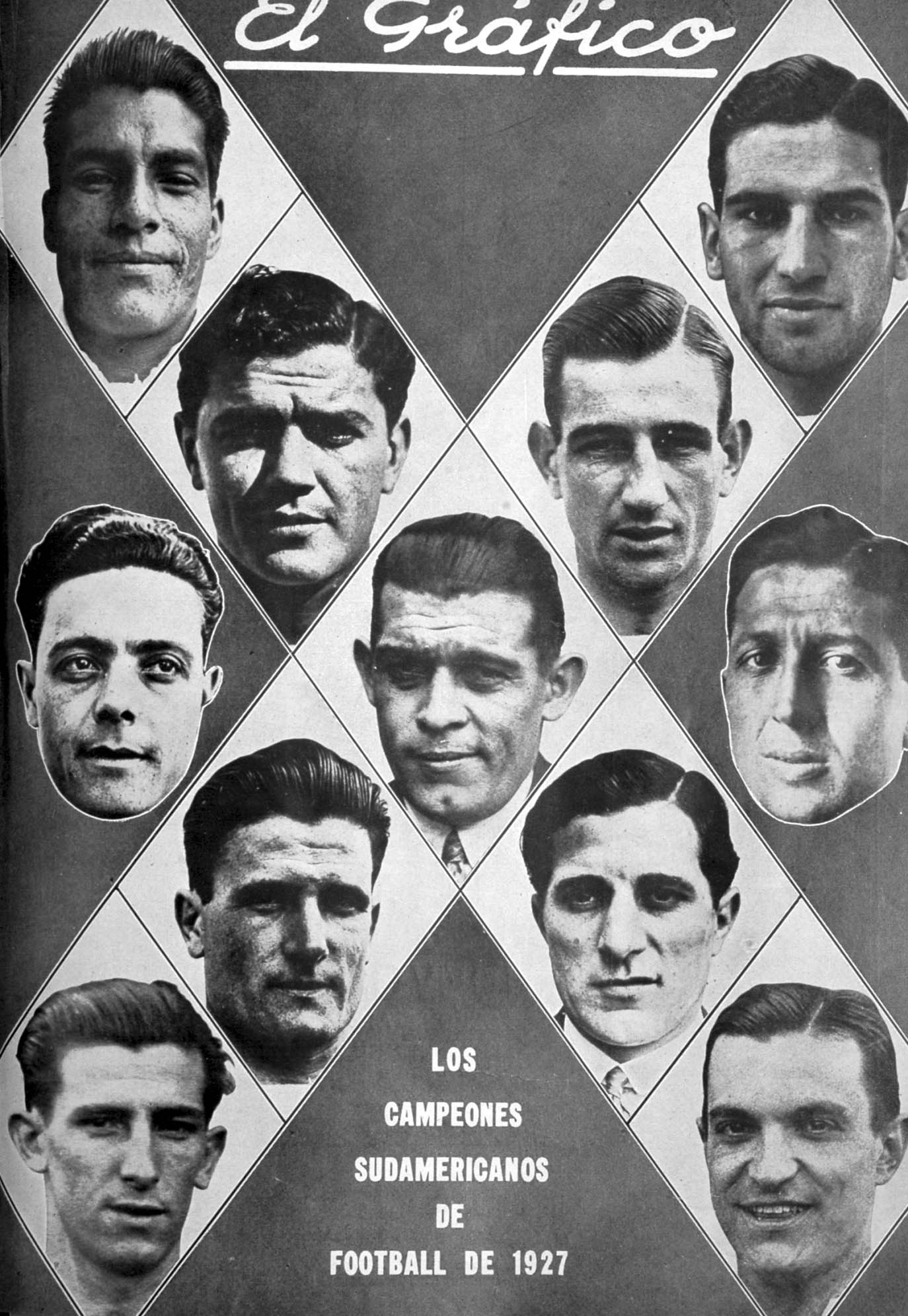
Los campeones sudamericanos de football de 1927. Tapa de la revista El Gráfico del 3 de diciembre de 1927.

### Posiciones
| Selección | Pts. | PJ | PG | PE | PP | GF | GC | Dif. |
| --------- | ---- | -- | -- | -- | -- | -- | -- | ---- |
| Argentina | 6    | 3  | 3  | 0  | 0  | 15 | 4  | +11  |
| Uruguay   | 4    | 3  | 2  | 0  | 1  | 15 | 3  | +12  |
| Perú      | 2    | 3  | 1  | 0  | 2  | 4  | 11 | –7   |
| Bolivia   | 0    | 3  | 0  | 0  | 3  | 3  | 19 | –16  |

### Partidos
| 30 de octubre de 1927 | Argentina                                                                       | 7:1 (5:1) | Bolivia     | Estadio Nacional, Lima                                              |                                                                     |
|                       | Luna 18', 56' · Carricaberry 20', 36' · Recanatini 24' (pen.) · Seoane 29', 79' |           | 42' Alborta | Asistencia: 15 000 espectadores Árbitro(s): Benjamín Fuentes (Perú) | Asistencia: 15 000 espectadores Árbitro(s): Benjamín Fuentes (Perú) |

| 1 de noviembre de 1927                                                         | Perú | 0:4 (0:0) | Uruguay                                    | Estadio Nacional, Lima                                                      |                                                                             |
|                                                                                |      |           | 49' Figueroa · 52', 71' Sacco · 75' Castro | Asistencia: 22 000 espectadores Árbitro(s): Consolato Nay Foino (Argentina) | Asistencia: 22 000 espectadores Árbitro(s): Consolato Nay Foino (Argentina) |
| Primer partido jugado por Perú. Primera derrota de Perú en condición de local. |      |           |                                            |                                                                             |                                                                             |

| 6 de noviembre de 1927      | Uruguay                                                                                 | 9:0 (3:0) | Bolivia | Estadio Nacional, Lima                                            |                                                                   |
|                             | Petrone 18', 65', 81' · Figueroa 19', 67', 69' · Arremón 43' · Castro 68' · Scarone 86' |           |         | Asistencia: 6000 espectadores Árbitro(s): Benjamín Fuentes (Perú) | Asistencia: 6000 espectadores Árbitro(s): Benjamín Fuentes (Perú) |
| Mejor resultado de Uruguay. |                                                                                         |           |         |                                                                   |                                                                   |

| 13 de noviembre de 1927                                                                          | Perú                                        | 3:2 (3:2) | Bolivia             | Estadio Nacional, Lima                                             |                                                                    |
|                                                                                                  | Neyra 31' · Sarmiento 41' · Montellanos 43' |           | 13', 14' Bustamante | Asistencia: 14 000 espectadores Árbitro(s): Alberto Parodi (Chile) | Asistencia: 14 000 espectadores Árbitro(s): Alberto Parodi (Chile) |
| Primera victoria de Perú en condición de local, por torneos oficiales y por partidos en general. |                                             |           |                     |                                                                    |                                                                    |

| 20 de noviembre de 1927 | Argentina                                               | 3:2 (0:1) | Uruguay          | Estadio Nacional, Lima                                                |                                                                       |
|                         | Recanatini 56' (pen.) · Luna 70' · Canavessi 85' (a.g.) |           | 33', 79' Scarone | Asistencia: 26 000 espectadores Árbitro(s): David Turner (Inglaterra) | Asistencia: 26 000 espectadores Árbitro(s): David Turner (Inglaterra) |

| 27 de noviembre de 1927 | Perú          | 1:5 (1:5) | Argentina                                             | Estadio Nacional, Lima                                                  |                                                                         |
|                         | Villanueva 3' |           | 1', 30' Ferreira · 22', 25' Maglio · 38' Carricaberry | Asistencia: 15 000 espectadores Árbitro(s): Victorio Gariboni (Bolivia) | Asistencia: 15 000 espectadores Árbitro(s): Victorio Gariboni (Bolivia) |

|                                             |
| Bandera de Argentina                        |
| Campeón Argentina 3.er título (3.er trofeo) |

### Goleadores
4 goles
- Roberto Figueroa[3]

3 goles
- Alfredo Carricaberry
- Segundo Luna
- Pedro Petrone
- Héctor Scarone

2 goles
- Manuel Ferreira
- Juan Maglio
- Humberto Recanatini
- Manuel Seoane
- José Bustamante
- Héctor Castro
- Antonio Sacco

1 gol
- Mario Alborta
- Alberto Montellanos
- Demetrio Neyra
- Jorge Sarmiento
- Alejandro Villanueva
- Juan Pedro Arremón

Autogoles
- Santiago Ulloa (ante Uruguay)
- Canavessi (ante Argentina)

### Mejor jugador del torneo
- Manuel Seoane.[4]

## Clasificados a los Juegos Olímpicos de Ámsterdam 1928
| Bandera de Argentina | Bandera de Uruguay |
| Argentina Campeón    | Uruguay Subcampeón |